# Druhá mocnina

Druhá mocnina je algebraická operace, která násobí číslo samo sebou. Někdy se označuje jako „čtverec“ (například čtverec vzdálenosti, tj. druhá mocnina vzdálenosti), protože obsah čtverce je roven právě druhé mocnině délky jeho strany. Někdy se pod označením „mocnina“ myslí právě jen druhá mocnina.
Druhá mocnina se zapisuje podobně jako ostatní mocniny, pomocí mocnitele (exponentu) dvojky v horním indexu za mocněncem.
příklad:
{\displaystyle 10^{2}=100}
čte se: deset na druhou rovná se sto

Umocňovat na druhou se dá každé reálné i komplexní číslo. Umocnění záporného čísla na druhou dává stejný výsledek jako druhá mocnina čísla opačného, tedy kladného.
{\displaystyle x^{2}=(-x)^{2}}
Pro kladná reálná čísla (a nulu) je inverzní operací druhá odmocnina.

Druhá mocnina se dá vyjádřit také pomocí součtu:
{\displaystyle n^{2}=1+1+2+2+...+(n-1)+(n-1)+n}
příklad:
{\displaystyle 5^{2}=1+1+2+2+3+3+4+4+5=25}
Toto vyplývá z rovnosti
{\displaystyle x^{2}=(x-1)^{2}+(x-1)+x},
která se dá znázornit přidáním jedné řady a jednoho sloupce jednotkových čtverců k již vzniklému čtverci.

Pro komplexní čísla platí
{\displaystyle i^{2}=-1}